# Callippe de Syracuse
Pour les articles homonymes, voir Callippe.
Callippe (en grec ancien Κάλλιπος) est un rhéteur grec du IVe siècle av. J.-C., platonicien ami et disciple de Platon, ami et assassin de Dion de Syracuse.
Originaire d'Athènes, il succéda à Dion de Syracuse en s'emparant du gouvernement de Syracuse (-354).
Il n'est resté que 10 mois au pouvoir à Syracuse, chassé par une révolte après plusieurs échecs militaires (devant Catane, notamment).

## Histoire
L'assemblée législative poursuivit l'activité de Dion conformément aux vœux de Dion, avec une constitution établie par des éléments aristocratiques prédominants,. Une conviction s'installa, selon laquelle Dion désirait le règne de la violence ; puisque la popularité de Dion baissait drastiquement chez les citoyens, la consolidation de sa position de pouvoir dépendait grandement de la fidélité des soldats et donc de leur financement. Après la victoire contre Denys, qui fut exilé à Olympie, les soldats n'étaient cependant plus nécessaires et l'assemblée populaire refusa que leur solde perdure. Dion, dont la fortune personnelle était épuisée, essaya par des mesures de coercition comme la confiscation des biens de ses adversaires, de réunir les moyens nécessaires. Il dut contraindre ses propres partisans à payer, et n'aboutit qu'à des retards dans le paiement de la solde.
Ainsi Dion avait excité le mécontentement général, et même chez les soldats, qui reconnurent la confusion de la situation, s'éclipsa la loyauté,,. À Olympie, lors des Jeux Olympiques de -360, Platon retrouva Dion, et lui conseilla de renoncer à une expédition contre Denys le Jeune. Quatre ans plus tard, Dion renversa Denys II le Jeune, mais fut assassiné par Callippe.
Confident de Dion originaire d'Athènes, Callippe profita de la situation et entreprit un coup d'État : Ses partisans s'emparèrent des places stratégiques dans la ville, pénétrèrent chez Dion et l'assassinèrent dans sa maison. Callippe justifia son action comme tyranicide,. On trouve des relations selon lesquelles un revirement d'opinion ayant opéré après le meurtre, des funérailles officielles auraient eu lieu ; elles sont invraisemblables, ou du moins fortement exagérées. Callippe, libre de se détacher comme nouveau meneur politique, n'établit pas de tyrannie ; au contraire, il préserva les institutions démocratiques,,. Le combat continua contre ceux des partisans de Denys qui étaient restés en Sicile. Callippe alla faire la guerre à la ville de Rhégion, et il y mourut assassiné par l'un de ses officiers.
Platon composa une épigramme à propos de la mort de son ami. Aux survivants parmi les favoris et partisans de Dion, il adressa sa Lettre VII, dans laquelle il décrit sa vision de ce qui s'est passé. L'épigramme, que l'on retrouve dans l'Anthologie Palatine fut inscrite sur le tombeau de Dion, enterré à Syracuse. Dans le contexte d'une épigramme funéraire, c'est le tombeau qui parle :
« Les larmes d'Hécube et des femmes d'Ilion

Furent par les Moires filées dès l'heure de leur naissance

Mais à toi, Dion, qui dressa un trophée de belles actions,

Les divinités t'avaient versé largement l'espérance.

Et voilà que tu gis dans ta vaste patrie, honoré par tes concitoyens

Toi qui as rendu mon cœur fou d'amour, Dion »

La sœur de Dion, Aristomaque, et sa compagne Arété furent jetées en prison après sa mort, pour écraser toute volonté dynastique. Arété y donna naissance à un deuxième fils, cadet d'Hipparinos, qui avait été nommé comme son grand-père. Ces femmes furent plus tard, après le renversement de Callippe, libérées et envoyées en Grèce, mais elles ne survécurent pas au voyage,. Hipparinos lui-même se serait, selon certains, suicidé ; cette hypothèse est invraisemblable pour les chercheurs.

## Source
- Encyclopédie Méthodique de Félix Vicq d'Azyr et Jean Le Rond d'Alembert (Volume 3)